# Théorème de Hadwiger
Ne doit pas être confondu avec Conjecture de Hadwiger.
Le théorème de Hadwiger est un théorème de géométrie intégrale (aussi appelée théorie des probabilités géométriques). Il caractérise les valuations sur les volumes convexes dans {\displaystyle \mathbb {R} ^{n}}. Le théorème a été prouvé par Hugo Hadwiger.

## Préliminaires

### Valuations
Soit {\displaystyle K^{n}} la famille de tous les ensembles convexes et compacts dans {\displaystyle \mathbb {R} ^{n}}. Une valuation est une fonction {\displaystyle v:K^{n}\to \mathbb {R} }  telle que {\displaystyle v(\emptyset )=0} et
{\displaystyle v(S)+v(T)=v(S\cap T)+v(S\cup T)~.}
pour tous {\displaystyle S,T\in K^{n}} tels que {\displaystyle S\cup T\in K^{n}}.
Une valuation est dite continue si elle est continue pour la métrique de Hausdorff. Une valuation est dite invariante par déplacements si {\displaystyle v(\phi (S)=v(S)} pour  {\displaystyle S\in K^{n}} et pour toute fonction {\displaystyle \phi } qui est une translation ou une rotation de {\displaystyle \mathbb {R} ^{n}}.

### Intégrales quermass
Les intégrales quermass {\displaystyle W_{j}:K^{n}\to \mathbb {R} } sont définies via la formule de Steiner :
{\displaystyle \mathrm {Vol} _{n}(K+tB)=\sum _{j=0}^{n}{\binom {n}{j}}W_{j}(K)t^{j}~,}
où {\displaystyle B} est la boule euclidienne. Par exemple, {\displaystyle W_{0}} est le volume, {\displaystyle W_{1}} est proportionnel à la mesure de surface, {\displaystyle W_{n-1}} est proportionnel à la largeur moyenne et {\displaystyle W_{n}} est la constante {\displaystyle \mathrm {Vol} _{n}(B)}. {\displaystyle W_{j}} est une valuation homogène de degré {\displaystyle n-j}, c'est-à-dire
{\displaystyle W_{j}(tK)=t^{n-j}W_{j}(K)~,\quad t\geq 0~.}

## Énoncé
Théorème de Hadwiger — 
Toute valuation continue {\displaystyle v} sur {\displaystyle K^{n}} qui est invariante par déplacements peut être représentée sous la forme
{\displaystyle v(S)=\sum _{j=0}^{n}c_{j}W_{j}(S)~.}

## Corollaire
Toute valuation continue {\displaystyle v} sur {\displaystyle K^{n}} invariante par déplacements et homogène de degré {\displaystyle j}  est un multiple de {\displaystyle W_{n-j}}.